# Fritz Freund (Verleger)
Fritz Freund (* 7. April 1879 in Wien; † 8. Mai 1950 ebenda) war ein österreichischer Lyriker und Verleger.

## Leben

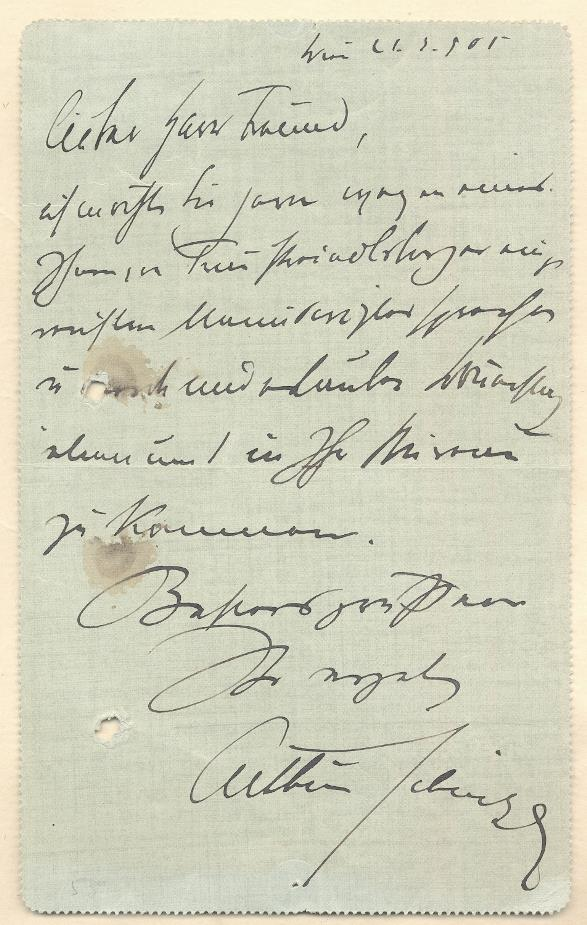
Brief Arthur Schnitzlers an Fritz Freund vom Wiener Verlag, Wien, 21. April 1905

Er war Verlagsautor von Oskar Friedmann, mit dem er spätestens seit 1902 in Verbindung stand. Ermittlungen wegen Vertriebes von pornografischen Werken führten nicht zu einer Verurteilung. 1903 erwarb er von Friedmann für 20.000 Kronen, die seine Mutter ihm geliehen hatte, den Wiener Verlag. Freund erhielt in einer Sitzung der Korporation der Wiener Buch-, Kunst- und Musikalienhändler am 7. April 1904 seine Konzession als Verleger und ließ am 26. April 1904 den Wiener Verlag Fritz Freund in das Register für Einzelfirmen beim Wiener Handelsgericht eintragen.
Im Mai 1903 begann er die Buchserie Bibliothek berühmter Autoren (Übersetzungen meist skandinavischer, französischer, polnischer, russischer oder englischer Autoren, von denen in den ersten beiden Jahren 50 Bände erschienen) und im Oktober 1904 die Bibliothek moderner deutscher Autoren.
Unter seiner Leitung nahm der Verlag einen starken Aufschwung, wofür er jedoch auch erhebliche Kredite aufnehmen musste. Zu finanziellen Entlastung entschloss er sich den Verlag in eine Ges.m.b.H umzuwandeln, ließ ihn am 12. Oktober 1906 aus dem Handelsregister löschen und am selben Tag als Wiener Verlag. Verlagsbuchhandlung und Buchdruckerei Ges.m.b.H. (Wienstraße 89a) mit Willi Handl als zweiten Geschäftsführer wieder eintragen.
Als eines der ersten Bücher gab er 1903 Arthur Schnitzlers Reigen heraus. Ab Mai 1903 erschien die bis Mitte Juni 1905 auf 50 Bände ausgedehnte Buchserie Bibliothek berühmter Autoren. Um 1907 gab der Verlag 230–240 Titel heraus.
Einige seiner Bücher, die in Österreich unbeanstandet waren, wurden in verschiedenen deutschen Städten beschlagnahmt. Diese kostenlose Negativwerbung erhöhte die Auflage auf über 100.000 Exemplare.
In der Folge der Herausgabe eines kirchenkritischen Romans fand 1905 eine fünfstündige Hausdurchsuchung seines Büros und seiner Privatwohnung statt, wobei einige belletristische Bücher mit sexuellem Inhalt gefunden wurden. Die Anklage wegen Verbreitens unzüchtiger Schriften verjährte zwar, die rechte Presse beschimpfte ihn jedoch als Porno-Jude. Im Jahr 1906 verlegte er den Roman Josefine Mutzenbacher ohne Nennung des Verfassers.
Am 7. Mai 1908 musste er sich wegen selbstverschuldeter Krida und Exekutionsvereitelung vor einem Wiener Erkenntnissenat verantworten. Angesichts des Schuldenstandes musste er die Unmöglichkeit, das Geschäft fortzuführen, eingestehen. Die Umwandlung des Verlages in eine Ges.m.b.H wurde ihm zum Verhängnis und er wurde zu drei Wochen strengen Arrest verurteilt. Als er 1910 vom Handelsgericht aufgefordert wurde, seine Firma zu liquidieren und aufzulösen, scheiterte das daran, dass die Geschäftsanteile gepfändet waren. Zur Wiederaufnahme des Geschäftsbetriebs am 1. April 1911 kam es nicht, so dass die Firma bis 1929 eine Karteileiche blieb.
Als er 1911 nach Budapest reiste, um seine Frau, eine Tänzerin, zu besuchen, wurde er verhaftet, als er bei einigen Budapester Buchhändlern mit „pornographischen Büchern“ hausieren ging. Er wurde wegen Vergehens gegen die Sittlichkeit angeklagt und inhaftiert. Nach seiner Rückkehr wurde er wegen des Verdachts, in Wien ein großes Pornolager zu besitzen, von der Polizei beschattet.
1927–1938 gab er die Österreichische Film-Zeitung heraus. Nach seiner Enteignung und dem Anschluss Österreichs emigrierte er 1939 nach England. Möglicherweise gab er ab 1945 wieder in Wien den Illustrierten Filmkurier  heraus.

## Autoren, Titel (Auswahl)
- Robert Musil: Die Verwirrungen des Zöglings Törleß (1906)
- Hans Kirchsteiger: Das Beichtsiegel (1904),  Der Weltpriester (1905)
- Fritz Oswald Bilse (Fritz v.d. Kyrburg): Aus einer  kleinen  Garnison.  Ein  militärisches  Zeitbild. (1903/04),  Lieb’ Vaterland
- Octave Mirbeau: Tagebuch  einer Kammerjungfer
- Der Roman der Gräfin Elva
- Bekenntnisse einer Prinzessin (1905)
- Josefine Mutzenbacher (1906)